# Nierfeld
Nierfeld ist ein Stadtteil von Schleiden im nordrhein-westfälischen Kreis Euskirchen. Er liegt an der Olef zwischen Schleiden und Gemünd. Östlich der Ortschaft entspringen der Tränkelbach und der Dehlenbach, welche beide in die Olef münden.
Zur Industrie gehört die 1875 gegründete Pappenfabrik Nierfeld.

## Geschichte
Im 14. Jahrhundert gehörte Nierfeld zur Jülicher Unterherrschaft Dreiborn. 
Bis zur Neugliederung der Gemeinden und Kreise des Neugliederungsraumes Aachen, die am 1. Januar 1972 wirksam wurde, gehörte Nierfeld zur gleichzeitig aufgelösten Gemeinde Dreiborn.

## Verkehr
Durch Nierfeld verläuft die B 265. Die nächsten Autobahnanschlussstellen sind Bad Münstereifel / Mechernich auf der A 1 und Aachen-Lichtenbusch auf der A 44.
Der Ort liegt im Verbundraum des Verkehrsverbundes Rhein-Sieg (VRS). Die Buslinien des VRS werden vom Regionalverkehr Köln (RVK) betrieben. Darüber hinaus ist Nierfeld auch mit einer Buslinie aus dem Aachener Verkehrsverbund (AVV) angeschlossen, welche von Rurtalbus bedient wird.
| Linie | Betreiber | Verlauf |
| ----- | --------- | --- |
| 231   | Rurtalbus | Froitzheim – Ginnick – Embken – Wollersheim – Vlatten – Heimbach Bf – (Hasenfeld – Schwammenauel – Kermeter – Urfttalsperre/Hastenbach / Abtei Mariawald) / (Hergarten – Düttling) – Wolfgarten – Gemünd – Nierfeld – Olef – Schleiden |
| 829   | RVK       | (Kall Bf – Kall Gemünder Str – Anstois – Gemünd – Nierfeld – Olef –) Schleiden – Oberhausen – Blumenthal – Hellenthal |
| SB81  | RVK       | Schnellbus: Kall Bf – Kall Gemünder Str – Anstois – Gemünd – Nierfeld – Olef – Schleiden – Oberhausen – Blumenthal – Hellenthal |